# Kurt Frederick
Kurt Michael Frederick  (Soufrière, Santa Lucía, 27 de abril de 1991) es un futbolista profesional santalucense que juega como lateral izquierdo en el Platinum FC de la División de Oro de Santa Lucía. Es internacional con la selección de fútbol de Santa Lucía.

## Clubes
| Club         | País              | Año       | Partidos | Goles |
| ------------ | ----------------- | --------- | -------- | ----- |
| W Connection | Trinidad y Tobago | 2010-2017 | 86       | 9     |
| Alajuelense  | Costa Rica        | 2017-2018 | 18       | 0     |
| W Connection | Trinidad y Tobago | 2018-2021 | 11       | 0     |
| Platinum FC  | Santa Lucía       | 2021-     |          |       |

## Selección nacional
| Santa Lucía | Santa Lucía | Santa Lucía |
| Año         | Partidos    | Goles       |
| ----------- | ----------- | ----------- |
| 2010        | 4           | 0           |
| 2011        | 9           | 1           |
| 2012        | 3           | 1           |
| 2015        | 5           | 1           |
| 2017        | 4           | 2           |
| 2018        | 3           | 0           |
| 2019        | 11          | 1           |
| 2022        | 4           | 2           |
| Total       | 48          | 9           |

#### Goles internacionales
| N.º | Fecha                    | Sede                                                        | Adversario                   | Gol  | Resultado | Competencia                                        |
| --- | ------------------------ | ----------------------------------------------------------- | ---------------------------- | ---- | --------- | -------------------------------------------------- |
| 1.  | 12 de julio de 2011      | Mindoo Phillip Park, Castries, Santa Lucía                  | Aruba                        | 4 –1 | 4–2       | Clasificación para la Copa Mundial de la FIFA 2014 |
| 2.  | 21 de octubre de 2012    | Estadio Beausejour, Gros Islet, Santa Lucía                 | Curazao                      | 5 –1 | 5-1       | Clasificación Copa del Caribe 2012                 |
| 3.  | 14 de junio de 2015      | Estadio Ato Boldon, Couva, Trinidad y Tobago                | Antigua y Barbuda            | 1 –0 | 1–2       | Clasificación Copa del Caribe 2014                 |
| 4.  | 14 de junio de 2015      | Estadio Sir Vivian Richards, North Sound, Antigua y Barbuda | Antigua y Barbuda            | 1 –4 | 1–4       | Clasificación para la Copa Mundial de la FIFA 2018 |
| 5.  | 28 de junio de 2017      | Estadio Atlético Kirani James, St. George, Granada          | San Vicente y las Granadinas | 2 –0 | 2-1       | Torneo Islas de Barlovento 2017                    |
| 6.  | 3 de julio de 2017       | Estadio Atlético Kirani James, St. George, Granada          | Barbados                     | 1 –0 | 1-1       | Torneo Islas de Barlovento 2017                    |
| 7.  | 10 de septiembre de 2019 | Estadio Blakes Estate, Lookout, Montserrat                  | Montserrat                   | 1 –1 | 1-1       | 2019-20 CONCACAF Liga de Naciones B                |
| 8.  | 12 de junio de 2022      | Campo de críquet Daren Sammy, Gros Islet, Santa Lucía       | Anguila                      | 2 –0 | 2-0       | 2022-23 CONCACAF Liga de Naciones C                |
| 9.  | 20 de noviembre de 2022  | Campo de críquet Daren Sammy, Gros Islet, Santa Lucía       | San Marino                   | 1 –0 | 1-0       | Amistoso                                           |